# 西藏风毛菊
西藏风毛菊（学名：Saussurea tibetica）是菊科风毛菊属的植物，为中国的特有植物。分布在中国大陆的西藏、青海等地，生长于海拔4,500米的地区，目前尚未由人工引种栽培。